# Jacek Bartoszcze
Jacek Bartoszcze (ur. 14 października 1961 w Bełżycach; zm. 20 sierpnia 2005 w Nadrybiu Dworze) – generał brygady pilot Wojska Polskiego.

## Życiorys
Jego dziadek Paweł Bartoszcze był żołnierzem AK, po wojnie został wywieziony przez NKWD do łagru, gdzie spędził trzy lata. Maturę uzyskał w liceum zawodowym w Lublinie w 1981 roku. W 1985 roku ukończył Wyższą Oficerską Szkołę Lotniczą w Dęblinie, w 1993 r. Akademię Obrony Narodowej, w 1994 r. studia podyplomowe w Akademii Wojennej Sił Powietrznych (Air War College) w Maxwell a w 2002 r. odbył w Maxwell roczne studia operacyjno-strategiczne.  
Służbę rozpoczął w 40 pułku lotnictwa myśliwsko-bombowego w Świdwinie, następnie w 1986 roku służył w 8 pułku lotnictwa myśliwsko-bombowego. Powrócił do Świdwina, gdzie 27 września 1989 roku został mianowany na stanowisko zastępcy dowódcy eskadry, a 28 stycznia 1991 r. na dowódcę eskadry.  
14 grudnia 1994 roku został wyznaczony na stanowisko zastępcy dowódcy 40 plm-b, a od 1 października 1994 jego dowódcy. 3 lutego 1999 roku został zastępcą szefa Oddziału Zabezpieczenia Szkolenia Lotniczego Dowództwa Wojsk Lotniczych i Obrony Powietrznej. 
Od 28 kwietnia 2000 roku dowodził 2 Brygadą Lotnictwa Taktycznego w Poznaniu. 30 sierpnia 2002 roku objął stanowisko asystenta szefa sztabu Wojsk Lotniczych i Obrony Powietrznej, od listopada 2003 roku pełnił funkcję szefa Wojsk Lotniczych i zastępcy szefa Szkolenia Sił Powietrznych. Był pierwszym polskim pilotem, który w 1997 roku zasiadał za sterami F-16.
15 sierpnia 2005 roku Prezydent RP, Aleksander Kwaśniewski wręczył mu nominację na stopień generała brygady.
Pięć dni po nominacji generalskiej zginął w katastrofie samolotu turystycznego RV-6 na zlocie lotniczym w Nadrybiu Dworze koło Łęcznej. Wraz z nim śmierć poniósł belgijski przedsiębiorca Karel Peeraer, właściciel samolotu i lądowiska w Nadrybiu. Według ustaleń, przyczyną był błąd w pilotażu polegający na wprowadzeniu samolotu w głęboki zakręt na niebezpiecznie małej wysokości i prędkości lotu zbliżonej do krytycznej, bez zwiększania mocy silnika, co spowodowało przeciągnięcie samolotu. Nie udało się ustalić, który z członków załogi pilotował samolot przed wypadkiem.
Został pochowany w Babinie, z zachowaniem ceremoniału wojskowego.

## Awanse
- podporucznik - 1985,
- porucznik - 1988,
- kapitan - 1992,
- major - 1996,
- podpułkownik - 1999,
- pułkownik - 2002,
- generał brygady - 2005.

## Odznaczenia
- Srebrny Krzyż Zasługi (2004)[6]
- Brązowy Krzyż Zasługi (1997)[7]
- Srebrny Medal "Siły Zbrojne w Służbie Ojczyzny"[1]
- Srebrny Medal "Za Zasługi dla Obronności Kraju"[1]